# Préhistoire de la Grèce

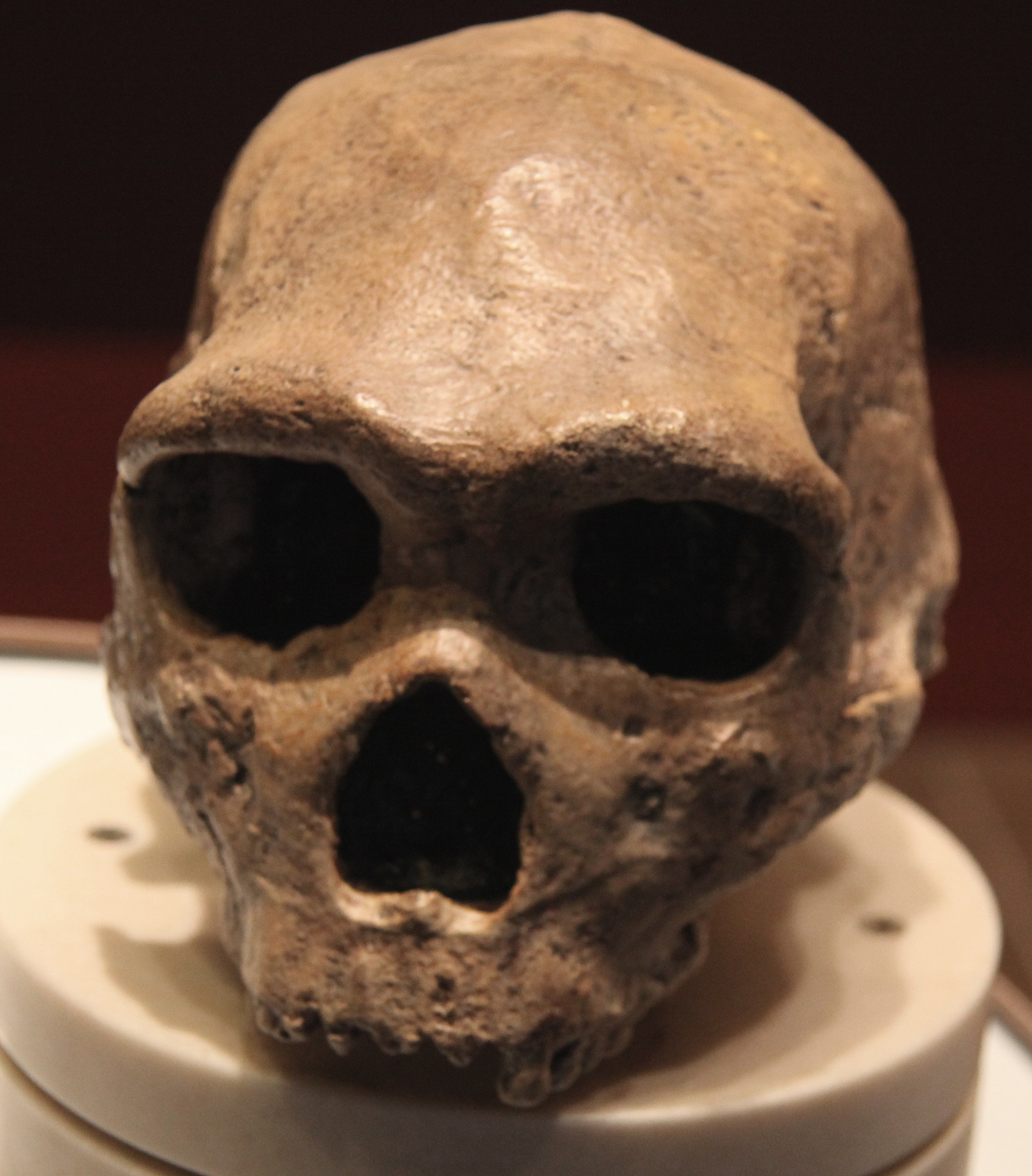
L'Homme de Petrálona (Chalcidique)

La préhistoire de la Grèce est la période comprise entre les premières traces laissées par l’Homme et l’apparition des premiers documents écrits sur le territoire actuel de la Grèce.

## Historique
Pendant longtemps, les occupations les plus anciennes de la Grèce n'ont bénéficié que de peu d'intérêt. Pourtant, le pays se situe sur l'une des routes possibles de diffusion des populations humaines du Proche-Orient vers l'Europe, et dans l'une des trois péninsules méridionales d'Europe, avec l'Espagne et l'Italie, qui servirent de territoire refuge aux humains lors des pics de froid les plus aigus des périodes glaciaires successives.

## Paléolithique inférieur

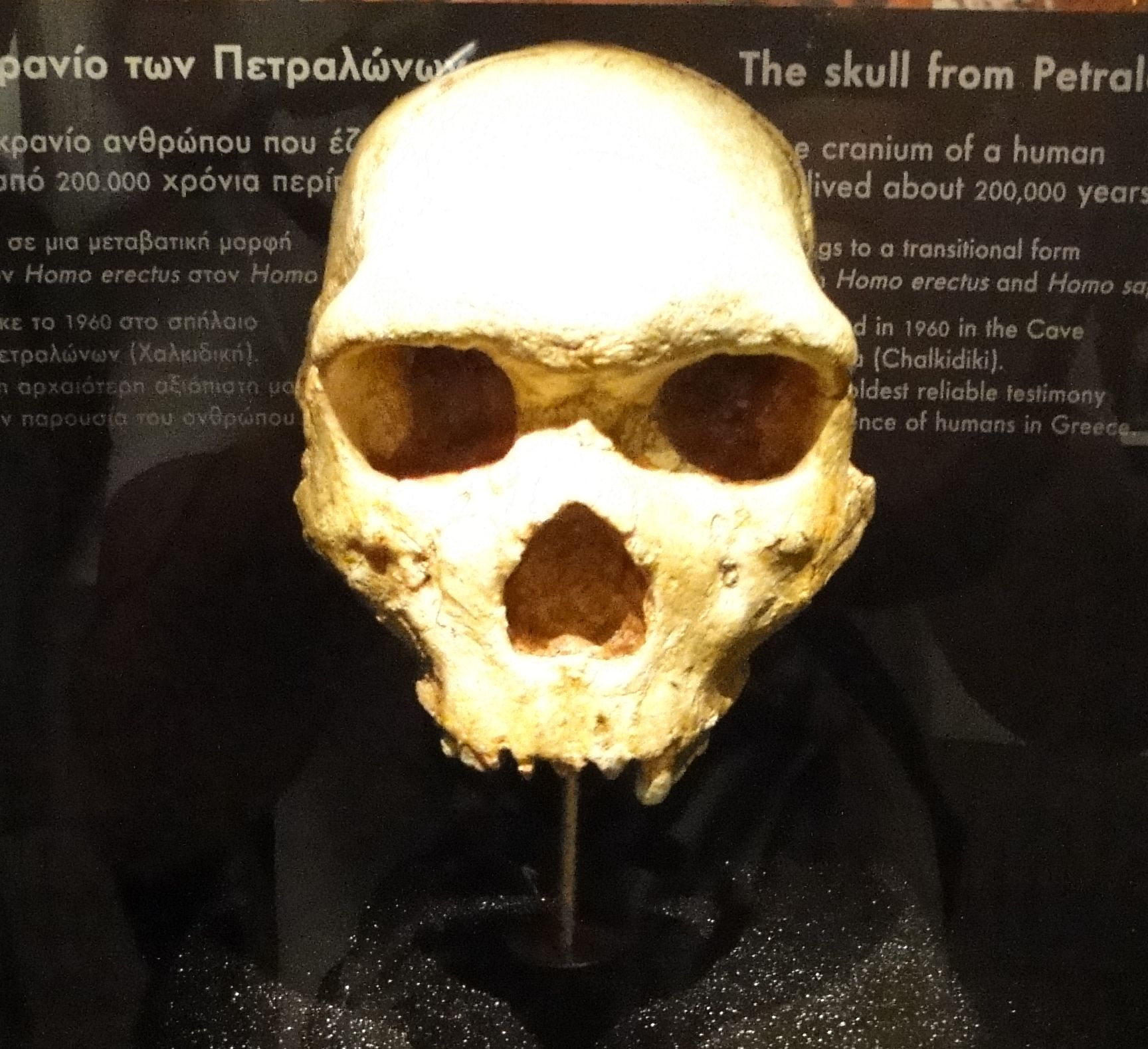
L'Homme de Petrálona (Chalcidique)

Au Paléolithique inférieur, les traces humaines connues sont rares : site de Sidári, sur l'ile de Corfou, et grotte de Petrálona, en Chalcidique, où l'on a trouvé un crâne daté d'environ 300 000 ans (la datation reste controversée), appelé l'Homme de Petrálona. Celui-ci est attribué à l'espèce Homo heidelbergensis.
Lors de fouilles menées de 2018 à 2023 dans la mine de lignite du bassin de Mégalopolis (Péloponnèse, Grèce), une équipe d'archéologues de l'université de Tübingen a mis au jour cinq sites archéologiques d'âges échelonnés de 700 000 à 280 000 ans. Le site de 280 000 ans comporte des outils en pierre taillée et des os de cerf portant des marques de découpe. Le site de 400 000 ans comporte une grande concentration d'outils en pierre. Le site de 450 000 ans comporte des os d'hippopotames dont certains portent des marques de découpe, et un site voisin démontre l'abattage d'éléphants. Le site de 700 000 ans, l'un des plus anciens sites du Paléolithique inférieur en Grèce, environ 70 m sous la surface, comporte de nombreux outils en pierre ainsi que des restes d'espèces fossiles de cerfs géants, d'hippopotames, de rhinocéros, d'éléphants et de macaques.

## Paléolithique moyen
Un crâne fossile assez complet (sans sa mandibule), noté Apidima 2, et un fragment de calotte crânienne fossile, noté Apidima 1, furent découverts en 1970 dans la grotte d'Apídima, située sur la côte, dans le sud du Péloponnèse (sud de la Grèce). Apidima 2 avait été attribué à l'époque à l'Homme de Néandertal, ce qui a été confirmé en 2019, assorti d'une datation de 170 000 ans (datation uranium-thorium). Apidima 1, fragmentaire, restait non attribué. Une analyse par tomodensitométrie et morphométrie 3D, menée par Katerina Harvati et son équipe, soulignant notamment la rondeur de l'os occipital et l'absence de fosse sus-iniaque, a permis en 2019 de l'attribuer à Homo sapiens, avec une datation de 210 000 ans (datation uranium-thorium). Cette datation recule de quelque 160 000 ans l'âge de l'arrivée des premiers Homo sapiens en Europe (et de 25 000 ans l'âge de leur arrivée en Eurasie),.
Homo sapiens n'a pas pu à l'époque se maintenir en Europe où il a probablement été supplanté par l'Homme de Néandertal[réf. nécessaire], mieux adapté au froid des cycles glaciaires successifs, avant que l'Homme de Cro-Magnon réussisse bien plus tard son implantation, à partir de 48 000 ans avant le présent.
La grotte de Kalamakia (Péloponnèse) a livré des fossiles néandertaliens datés en 2013 entre 100 000 et 39 000 ans.

## Paléolithique supérieur
L'abri sous roche de la grotte Franchthi, près de Kiláda, dans la péninsule d'Argolide, témoigne de la présence de l'Homme depuis le Paléolithique supérieur jusqu'à la fin du Néolithique.
Le Paléolithique s'achève il y a 11 700 ans avec la fin de la dernière période glaciaire. Après le dernier pic de froid du Dryas récent, le climat se réchauffe rapidement et les forêts commencent à se développer.

## Mésolithique
Le Mésolithique dure en Grèce environ 3 000 ans. La technologie lithique du site paléolithique final d'Ouriakos sur Lemnos (10500 av. J.-C.) et Maroulas, un village mésolithique de Kythnos, une île des Cyclades occidentales (8500 – 6500 av. J.-C.) indiquent des contacts culturels avec les chasseurs-cueilleurs des sites des grottes d'Öküzini, Direkli et Girmeler respectivement dans le sud-ouest de l'Anatolie. Cela soutient l'hypothèse d'un mouvement côtier de chasseurs-cueilleurs à travers le sud-est de la Méditerranée parallèlement à la montée des communautés sédentaires en Anatolie centrale.
Les spécimens connus en 2022 ne montrent aucun exemple de l'haplogroupe mitochondrial U5, qui est la lignée prédominante des chasseurs-cueilleurs d'Europe occidentale et est observée à haute fréquence dans les phases ultérieures du Néolithique d'Europe centrale ainsi que dans l'Italie mésolithique et néolithique et les portes de fer mésolithiques. Cette absence est remarquable, car elle suggère que la population locale de chasseurs-cueilleurs de la mer Égée et du nord de la Grèce était peut-être génétiquement distincte de celle du nord des Balkans et d'autres parties de l'Europe, comme le confirment les preuves d'ADN mitochondrial de la grotte de Theopetra en Thessalie.

## Néolithique

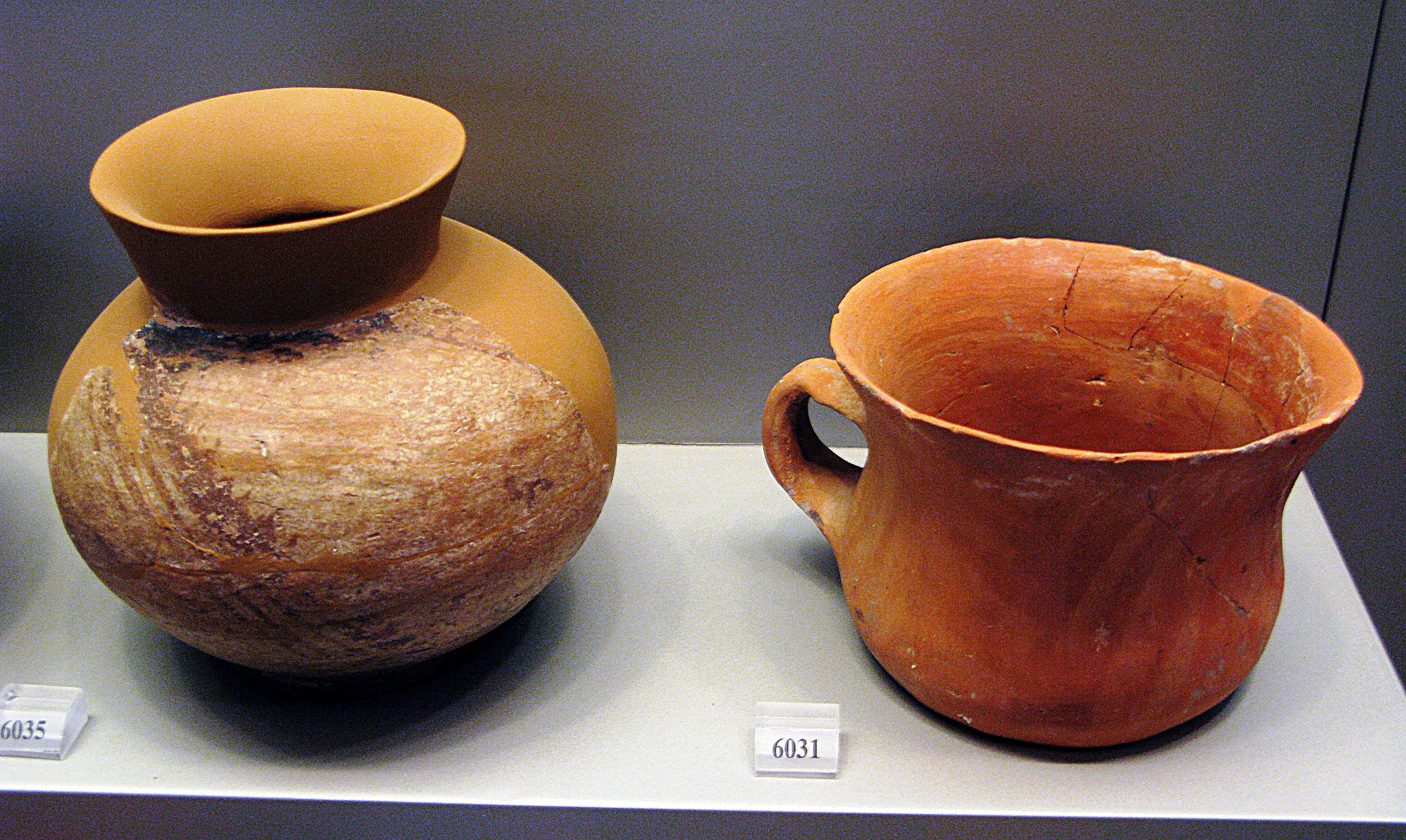
Bols monochromes de Sesklo. Début du néolithique (6500-5800 avant notre ère). Musée archéologique d'Athènes

Le Mésolithique cède la place au Néolithique vers 6700 av. J.-C., quand des populations venues d'Anatolie commencent à se diffuser en Grèce en apportant avec elles la pratique de l'agriculture et de l'élevage. Ainsi, au VIIe millénaire av. J.-C., les premières communautés agricoles émergent dans la mer Égée, où les premières traces ont été découvertes sur l'île de Crète correspondant au niveau d'occupation le plus ancien sous le palais ultérieur de Cnossos.
Ces populations du Néolithique égéen forment ainsi la souche de l'ensemble des premiers agriculteurs européens. Les découvertes archéologiques les plus récentes et les dates au radiocarbone du nord de la Grèce suggèrent que la néolithisation initiale s'est vraisemblablement produite presque simultanément des deux côtés de la mer Égée. De là, la dispersion néolithique a atteint le nord des Balkans et l'Europe centrale en suivant trois voies principales : le bassin de la Strouma, la Thrace et la mer Noire.
En Grèce, on considère que l'agriculture s'est propagée rapidement, la plupart des villages étant établis entre 6600 et 6400 av. J.-C. On observe notamment un nombre croissant de sites, contrastant avec la période mésolithique précédente peu peuplée.
Il a été démontré que ces populations néolithiques de la mer Égée portent des allèles associés à une pigmentation cutanée réduite, à une sensibilité au diabète de type 2, ainsi qu'un certain nombre de loci associés à des maladies inflammatoires.

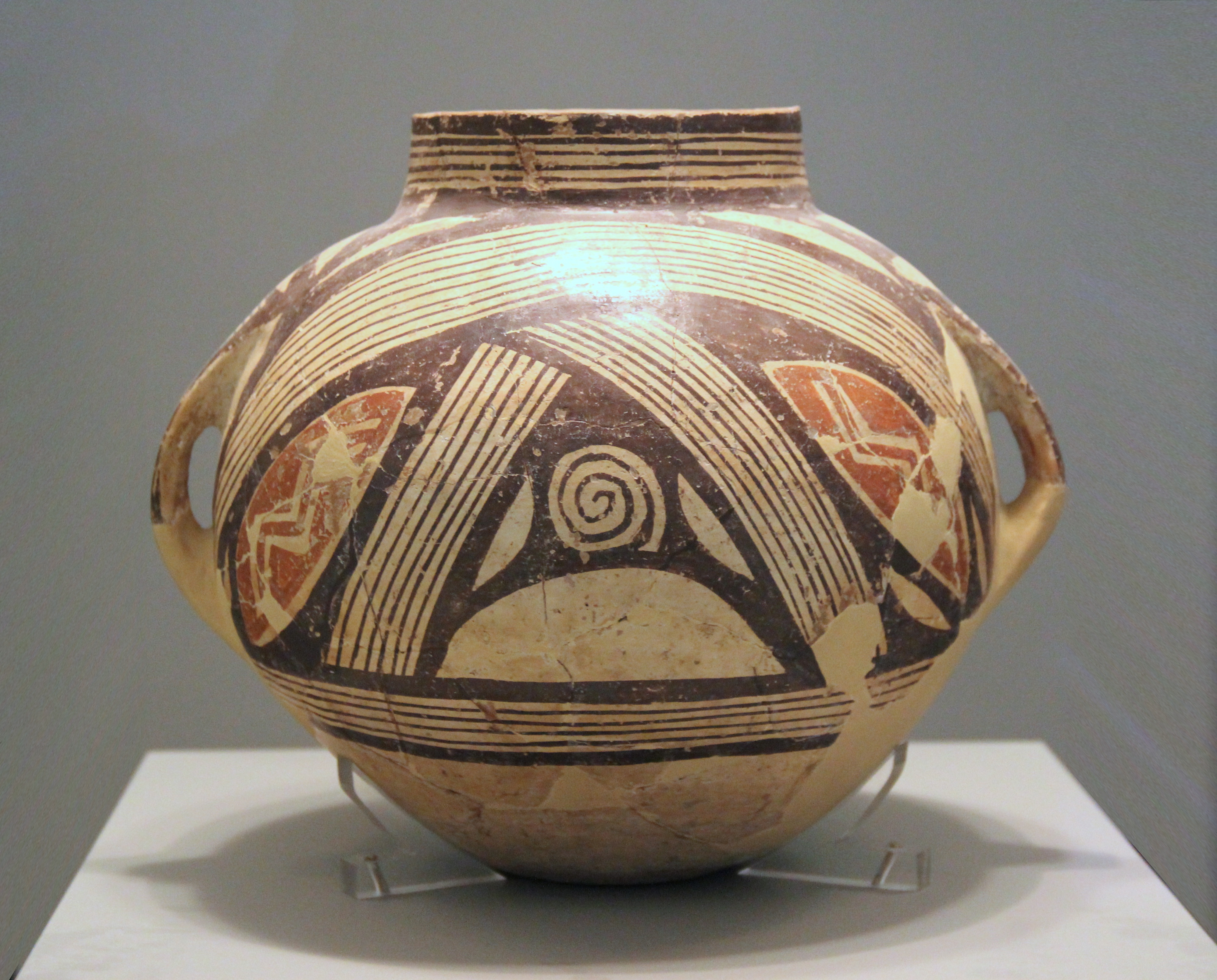
Vase en argile à décor polychrome, Dimíni, Magnésie, Néolithique moyen à récent (5300 - -3300

La culture de la céramique imprimée, apparaît notamment dans le site de Sidári sur l'île grecque de Corfou dans la mer Ionienne vers 6200 av. J.-C.
À partir du Néolithique moyen (6000/5600-5300 av. J.-C.), on observe une augmentation remarquable du nombre d'établissements, même dans des environnements moins favorables. La formation de communautés de plus en plus grandes et l'utilisation des produits secondaires des animaux, y compris la traction et le lait, ont favorisé des structures sociales plus complexes et des réseaux économiques plus larges. Les communautés n'étaient pas isolées et des réseaux de communication sont déjà observés dès le début du Néolithique.
Au Néolithique ancien, cependant, la mise en réseau déduite de la distribution de la céramique est révélatrice d'échanges locaux entre communautés voisines, alors qu'au Néolithique récent, des réseaux stables s'établissent sur un rayon d'au moins 200 km. L'intensification de cette tendance au Néolithique final a posé l'une des bases essentielles du développement de la prochaine grande transformation culturelle, à savoir celle de l'Âge du bronze.

## Âge du bronze
La seconde transformation majeure de la préhistoire égéenne a eu lieu au début de l'Âge du bronze, vers 2800 av. J.-C. Des sociétés plus complexes émergent, caractérisées par une architecture élaborée, la métallurgie du bronze et l'intégration de la mer Égée dans les réseaux d'échange de la Méditerranée orientale. 
À la fin du IIIe millénaire av. J.-C., la Grèce continentale connait une rupture (à la fin du début de l'Helladique II) avec un impact durable jusqu'à la fin de la période helladique moyenne. Cette perturbation a été attribuée à divers facteurs, parmi lesquels des changements climatiques possibles et l'arrivée de nouveaux groupes. La Crète ne semble pas avoir subi une période de déclin comparable. Avec l'émergence des premiers palais au XIXe siècle av. J.-C., à l'époque minoenne moyenne, les sociétés de l'île se sont transformées avec une sophistication jusque-là inconnue dans l'art, l'architecture et les pratiques sociales.
Au début de l'Âge du bronze moyen, le continent grec voit l'arrivée de populations indo-européennes venues du nord. Ces signatures génétiques apparaissent également progressivement en Crète du XVIIe au XIIe siècle av. J.-C., une période où l'influence du continent sur l'île s'intensifie. La découverte d'une ascendance « nordique » dans les populations de l'âge du bronze moyen et de l'âge du bronze final de la Grèce continentale montre un déplacement de population de relativement faible ampleur, avec un gradient nord-sud qui confirme le sens de cette migration. Comme ailleurs en Europe, il existe un biais sur cette ascendance steppique, qui est passée principalement par les hommes.

## Liste de sites préhistoriques

### Paléolithique inférieur
- Grotte de Petrálona et Homme de Petrálona (Chalcidique) : vers 300 000 ans[4]
- Perdikkas (Macédoine-Occidentale) : deux squelettes de Mammouth méridional accompagnés d'outils lithiques[10]

### Paléolithique moyen
- Grotte d'Apidima (Péloponnèse)
- Grotte de Kalamakia[4],[11] (Péloponnèse) : fossiles néandertaliens (entre 100 000 et 39 000 ans)
- grotte de Kefalari (paléolithique moyen)[4]
- grotte Maara (paléolithique moyen)[4]
- grotte de Théopetra  (paléolithique moyen)[4]

### Paléolithique supérieur
- Grotte Franchthi (Argolide) : une occupation humaine quasi-continue de 37 000 à 3 000 ans av. J.-C.[4],[12],[13].
- grotte à Diros [14]

### Néolithique

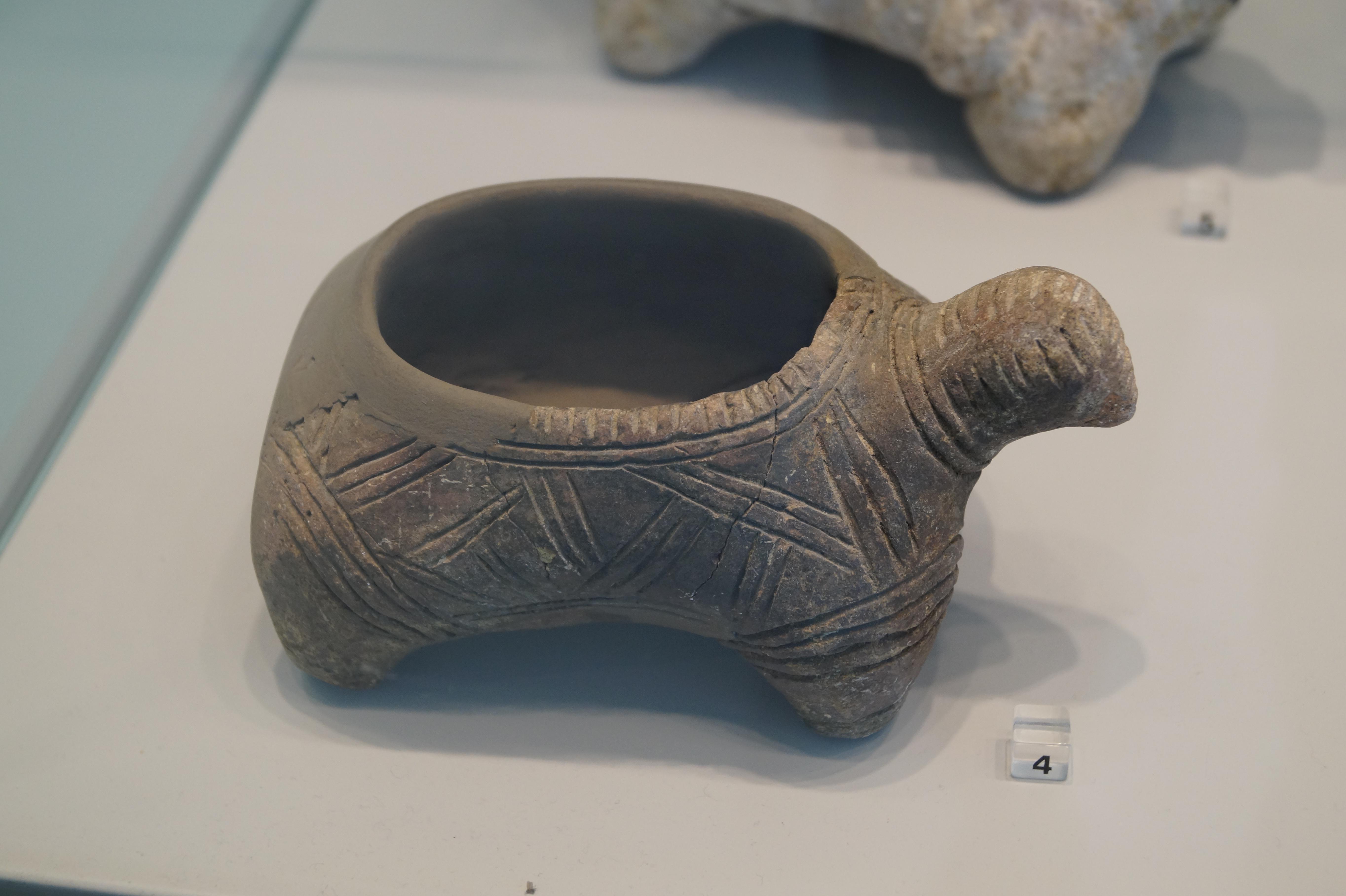
Vaisseau en forme de tortue, Néolithique II (4800-4200 av. J.-C.). Krinides, Macédoine : Musée archéologique de Philippes

- grotte Alepotrypa (découverte 1958, néolithique)[15] pendant une expédition de 1971, 14 crânes ont été découverts dans cette grotte[16].
- Dikili Tash[17],[18] (Néolithique et Âge du bronze) [19]
- Pavlopetri (période néolithique[20], mycénienne [21]) céramiques datant de la fin du néolithique[20].
- grotte de Péristéria, Salamine (néolithique) 1 500 tessons, outillages lithique, perles de collier, amulette en pierre verte polie, la partie supérieure d'une figurine en marbre, coquillages marin[22].
- Sésklo (Thessalie), village néolithique daté de 5 500 ans av. J.-C.

### Âge du bronze
- Cnossos (mycénienne)[23]
- Dimíni (mycénien)[24],[25]
- Palaios Oropos (mycénienne) un bâtiment un quatre pièces[22]
- Légréna (probablement mycénienne) tombe[22]